# 平賀村
平賀村（ひらかむら）は長野県南佐久郡にあった村。現在の佐久市中部、千曲川右岸にあたる。

## 地理
- 河川：千曲川

## 歴史
- 1889年（明治22年）4月1日 - 町村制の施行により、南佐久郡大田部村・平賀村および常和村の一部（清川）の区域をもって発足。
- 1956年（昭和31年）8月1日 - 南佐久郡中込町・内山村と合併し、改めて中込町が発足。同日平賀村廃止。

## 経済
農業
『大日本篤農家名鑑』によれば平賀村の篤農家は、「尾崎半造、赤岡太郎、内藤愛三郎、内藤安四郎、岩井寅之助、内藤仙之助、岩崎與左衛門、北澤定吉、金澤藤太」などがいた。

## 交通

### 鉄道路線
- 日本国有鉄道
  - 小海線：太田部駅

## 出身・ゆかりのある人物
- 高橋信次（宗教家、GLA創立者）